# Lądowisko Zbylitowska Góra
Lądowisko Zbylitowska Góra – lądowisko śmigłowcowe w Zbylitowskiej Górze, w gminie Tarnów w województwie małopolskim. Przystosowane jest do startów i lądowań śmigłowców, których największy wymiar nie przekracza 13 m. Przeznaczone jest ono do wykonywania lotów z widocznością w dzień i w nocy, o dopuszczalnej masie startowej MTOM do 5700 kg.
Zarządzającym lądowiskiem jest firma Roleski Sp. J.. Oddane do użytku zostało w roku 2012 i jest wpisane do ewidencji lądowisk Urzędu Lotnictwa Cywilnego pod numerem 171.